# Minyers
De Minyers (Oudgrieks: Μινύαι / Minúai) waren in de Griekse mythologie een Griekse stam, die bekendstond om zijn zeetochten en die in Thessalië aan de Pagasitische Golf en in Noord-Boeotië in en om Orchomenos leefde.
Moderne archeologen gebruiken de term soms in een andere betekenis, namelijk om de eerste golf van Proto-Grieks sprekende volkeren in het 2e millennium v.Chr., ten tijde van de vroege Bronstijdculturen, aan te duiden. Deze volkeren worden soms geïdentificeerd met het begin van de Midden-Helladische cultuur.

## "Minyers" in de klassieke oudheid
Helleense Grieken hebben niet altijd de Minyers duidelijk onderscheiden van de Pelasgische cultuur die aan hen voorafging. Griekse mythografen gaven aan de Minyers een eponieme stichter, Minyas, misschien even legendarisch als "Pelasgos" de stichter van de Pelasgen, een ruimere benaming voor de pre-Grieks-Egeïsche volkeren. Deze Minyas werd met het Boeotische Orchomenus geassocieerd en vertegenwoordigde misschien een dynastie of stam die zich later in Boeotië zou vestigen.
Heracles, de held wiens heldendaden altijd de nieuwe Olympische orde over de oude tradities vierde, kwam naar Thebe, een van de oude Myceense steden van Griekenland en vernam er dat de Grieken elk jaar een tribuut van honderd runderen (een hekatombe) moesten betalen aan Erginos, koning van de Minyers. Heracles viel een groep afgezanten van de Minyers aan en sneed hun oren, neuzen en handen af. Hij knoopte ze dan rond hun halzen en vertelde hen dat deze als tribuut voor Erginos moesten volstaan. Erginos begon daarop natuurlijk een oorlog tegen Thebe, maar Herakles versloeg samen met de Thebanen de Minyers nadat hij hen had bewapend met wapens die aan tempels waren gewijd. Dit ontzettend lasterlijke gedrag toonde aan dat de sociale gedragsregels uit de Bronstijd niet langer golden: Erginos werd gedood en de Minyers werd gedwongen het dubbele van het voormalige Thebaanse tribuut te betalen aan de Thebanen.
De Minyers was ook een bijnaam aan de Argonauten gegeven, omdat de meesten van hen - waaronder Iason (via zijn moeder) en enkele van diens neven - tot deze behoorden en omdat van deze het hele plan tot de onderneming was uitgegaan.

## "Minyers" in de archeologie
Het begin van de Midden-Helladische periode wordt gekenmerkt door de immigratie van de Minyers. Volgens Emily Vermeule, was dit de eerste golf van echte Hellenen in Griekenland. Grijs "Grijs Minyisch aardewerk" is dan ook de archeologische term voor een bijzondere stijl van Egeïsch aardewerk dat men associeerde met de Midden-Helladische periode (MH, ca. 2100-1550 v.Chr.).
Men neemt aan dat de Myceense Grieken ten vroegste rond 1450 v.Chr. Kreta bereikten en dat de Griekse aanwezigheid op het vasteland dateert van op zijn laatst rond 1600 v. Chr., wat uit het voorkomen van schachtgraven wordt afgeleid. "Grijs Minyisch aardewerk" bereikte Griekenland reeds in de EH III (2300-2100 v.Chr.) periode vanuit Anatolië, maar andere aspecten van de "Minyische" periode schijnen afkomstig te zijn uit Noord-Griekenland en de Balkan (tumulusgraven, geperforeerde stenen bijlen). Het is onbekend of er al proto-Grieken aanwezig waren in EH III, en dus de uitdragers van de "Minyische" cultuur waren, of, indien zij rond 1600 v. Chr. in Hellas aankwamen, de Minyische/MH cultuur vervingen.

## Referentie
- M.P. Nilsson, The Mycenaean Origin of Greek Mythology, Berkeley, 1932, pp. 86, 109, 129-158.